# Graphe M22
 (septembre 2024).
Si vous disposez d'ouvrages ou d'articles de référence ou si vous connaissez des sites web de qualité traitant du thème abordé ici, merci de compléter l'article en donnant les références utiles à sa vérifiabilité et en les liant à la section « Notes et références ».
Le graphe M22 est, en théorie des graphes, un graphe 16-régulier possédant 77 sommets et 616 arêtes.

## Propriétés

### Propriétés générales
Le diamètre du graphe M22, l'excentricité maximale de ses sommets, est 2, son rayon, l'excentricité minimale de ses sommets, est 2 et sa maille, la longueur de son plus court cycle, est 4. Il s'agit d'un graphe 16-sommet-connexe et d'un graphe 16-arête-connexe, c'est-à-dire qu'il est connexe et que pour le rendre déconnecté il faut le priver au minimum de 16 sommets ou de 16 arêtes.

### Propriétés algébriques
Le groupe d'automorphismes du graphe M22 est un groupe d'ordre 887 040.
Le polynôme caractéristique  de la matrice d'adjacence du graphe M22 est : {\displaystyle -(x-16)(x-2)^{55}(x+6)^{21}}. Il n'admet que des racines entières. Le graphe M22 est donc un graphe intégral, un graphe dont le spectre est constitué d'entiers.
Par ailleurs le Graphe M22 est déterminé par son spectre : il n'existe pas d'autre graphe ayant le même spectre.